# Ladislav Falta
Ladislav Falta, né le 30 janvier 1936 à Opočno et mort le 18 décembre 2021, est un tireur sportif tchèque ayant représenté la Tchécoslovaquie.

## Palmarès

### Jeux olympiques d'été
- Jeux olympiques d'été de 1972 de Munich
  -  Médaille d'argent en pistolet rapide 25 m[2]